# Liste des épisodes d'Angelo la Débrouille
 (février 2023).
Cet article recense la liste des épisodes de la série d'animation française en 3D Angelo la Débrouille, produite par TeamTO et Cake Entertainment et créée par Sylvie de Mathuisieulx et Sébastien Diologent.

## Développement
La première saison de la série est diffusée à partir du 5 avril 2009 sur France 3 et depuis avril 2010 sur Télétoon+. TeamTO, Cake Entertainment et Télétoon+ classent, par la suite, la série au vert et la renouvelle pour une deuxième saison qui comporte 49 épisodes, dont trois épisodes spéciaux. Cette deuxième saison a été diffusée du 20 août 2012 jusqu'à une date inconnue sur France 3 et le 9 mars 2014 jusqu'à une date inconnue sur Télétoon+. La série est renouvelée pour une troisième saison diffusée à partir du 27 juin 2016 sur France 4 puis le 29 août 2016 sur Télétoon+. La série est de nouveau renouvelée pour une quatrième saison, qui est diffusée à partir du 8 janvier 2018 jusqu'à une date inconnue sur Télétoon+ et plus tard sur France 4.
Une cinquième saison est initialement prévue pour 2019, mais finalement annoncée en 2021. Elle est diffusée dès le 31 août 2022 sur France 4. L'intégralité de la saison 5 a été diffusée en France et en Allemagne en fin 2022.
Une série de douze épisodes courts (1 min), intitulée Angelo ! : Histoires de la marge, est diffusée en 2020 uniquement en allemand. Ils sont disponibles sur Kividoo, TOGGO et tvnow. Aussi, un téléfilm spécial Noël sur Angelo, intitulé Angelo la débrouille : Réveille-toi ! C'est Noël ! est diffusé le 13 décembre 2021 exclusivement sur Canal+. Le téléfilm dure environ 64 minutes.

## Épisodes

### Saison 0
| #  | Titre de l'épisode           | Réalisation    | Scénario           | Première diffusion |
| -- | ---------------------------- | -------------- | ------------------ | ------------------ |
| 1  | Vive le sport !              | Franz Kirchner | Clélia Constantine | 7 janvier 2010     |
| 2  | Les filles et leur téléphone | Franz Kirchner | Clélia Constantine | 14 janvier 2010    |
| 3  | Les gros durs                | Franz Kirchner | Clélia Constantine | 21 janvier 2010    |
| 4  | Nourrir un chat              | Franz Kirchner | Clélia Constantine | 28 janvier 2010    |
| 5  | Les gros durs ont un cœur    | Franz Kirchner | Clélia Constantine | 4 mars 2010        |
| 6  | Les chats                    | Franz Kirchner | Clélia Constantine | 11 mars 2010       |
| 7  | La cuisine de Maman          | Franz Kirchner | Clélia Constantine | 18 mars 2010       |
| 8  | Les petits frères            | Franz Kirchner | Clélia Constantine | 5 avril 2010       |
| 9  | Accélérer les cours          | Franz Kirchner | Clélia Constantine | 6 avril 2010       |
| 10 | Ah, l'amour                  | Franz Kirchner | Clélia Constantine | 7 avril 2010       |
| 11 | Après l'école                | Franz Kirchner | Clélia Constantine | 8 avril 2010       |
| 12 | Debout !                     | Franz Kirchner | Clélia Constantine | 7 juillet 2010     |
| 13 | Être populaire               | Franz Kirchner | Clélia Constantine | 2 août 2010        |
| 14 | S'éclater sans se ruiner     | Franz Kirchner | Clélia Constantine | 9 août 2010        |
| 15 | Avoir l'air intelligent      | Franz Kirchner | Clélia Constantine | 16 août 2010       |
| 16 | Cours toujours               | Franz Kirchner | Clélia Constantine | 23 août 2010       |
| 17 | Impitoyable prof de sport    | Franz Kirchner | Clélia Constantine | 30 août 2010       |
| 18 | Faire craquer sa maman       | Franz Kirchner | Clélia Constantine | 11 juillet 2011    |
| 19 | Faire taire son petit frère  | Franz Kirchner | Clélia Constantine | 18 juillet 2011    |
| 20 | Éviter d'être puni           | Franz Kirchner | Clélia Constantine | 25 juillet 2011    |
| 21 | L'art d'être artiste         | Franz Kirchner | Clélia Constantine | 1er août 2011      |
| 22 | Les ados                     | Franz Kirchner | Clélia Constantine | 8 août 2011        |
| 23 | Sortir le grand jeu          | Franz Kirchner | Clélia Constantine | 15 août 2011       |
| 24 | Danger, papa à l'approche !  | Franz Kirchner | Clélia Constantine | 22 août 2011       |
| 25 | Parents injustes             | Franz Kirchner | Clélia Constantine | 29 août 2011       |
| 26 | Manger des fruits            | Franz Kirchner | Clélia Constantine | 5 septembre 2011   |
| 27 | S'amuser sans jeux vidéo     | Franz Kirchner | Clélia Constantine | 19 septembre 2011  |
| 28 | Les grandes sœurs            | Franz Kirchner | Clélia Constantine | 26 septembre 2011  |
| 29 | Drôles de profs              | Franz Kirchner | Clélia Constantine | 1er octobre 2011   |
| 30 | Rapide comme l'éclair        | Franz Kirchner | Clélia Constantine | 8 octobre 2011     |

### Saison 1 (2009-2010)
| # | Titre de l'épisode                      | Première diffusion |
| --- | --------------------------------------- | ------------------ |
| 1 | Comment échapper à une heure de colle ? |                    |
| Victor est collé mais il doit jouer un match de basket contre Brice et Enzo, Angelo va aider son ami à échapper à son heure de colle pour leur match. |                                         |                    |
| 2 | Toilettes de chats                      |                    |
| Angelo doit s'occuper en premier de la litière de Nivarna, à la place il veut que Nivarna ait des toilettes d'humains. Pour cela il va entraîner son chat. |                                         |                    |
| 3 | Catch de yacks                          |                    |
| Angelo et Victor veulent regarder la finale de catch de yacks, mais elle a lieu à 2h du matin. Angelo a alors l'idée de décaler les horloges mais l'opération foire et le duo va devoir se lever sans réveiller personne.                                                                     |                                         |                    |
| 4 | Les meilleures tartelettes du monde     |                    |
| Angelo, Lola et Victor veulent avoir les tartelettes gratuites de Katie, mais tout le monde se jette sur ses tartelettes. Angelo et ses amis vont devoir analyser les stratégies des autres clients.                                                                                          |                                         |                    |
| 5 | Festival Festi-furie                    |                    |
| Le trio ne trouve plus de place pour le concert des Slobber, à la place ils vont simuler un festival nommé le "festi-furie". |                                         |                    |
| 6 | Pas vu, pas pris                        |                    |
| Angelo a cassé la statuette préférée de sa mère, il va devoir faire porter le chapeau à quelqu'un d'autre. |                                         |                    |
| 7 | Le caleçon biotechnologique             |                    |
| Angelo et Victor craquent sur un nouvel objet : le caleçon biotechnologique. Ils vont devoir le prendre sans que la mère d'Angelo le remarque. |                                         |                    |
| 8 | L'interro surprise                      |                    |
| M. Leroux fait toujours des interrogations surprises, Angelo veut trouver le moyen de prévoir leur future interrogation. |                                         |                    |
| 9 | Dernier choisi                          |                    |
| Bertrand-François est toujours le dernier choisi en sport, le trio a pitié de lui et va l'aider. |                                         |                    |
| 10 | Le seigneur des cadeaux                 |                    |
| Angelo est sûr que sa mère a besoin de repos, puis la radio annonce un séjour à Tahiti. |                                         |                    |
| 11 | L'exportation des prouts en Bolivie     |                    |
| Lola et Angelo ont fini leur exposé mais Angelo l'a modifié puis Pierre l'a envoyé, seul Victor peut les aider. |                                         |                    |
| 12 | Un poisson nommé Bubulle                |                    |
| Le trio joue à Cap ou pas cap mais Victor avale accidentellement le poisson de Pierre, Angelo doit trouver un poisson qui ressemble à M. Bubulle avant que Pierre le voie. |                                         |                    |
| 13 | Le voleur de goûters                    |                    |
| Au collège, il y a un voleur de goûters. Le trio va mener l'enquête. |                                         |                    |
| 14 | La guerre des boulettes                 |                    |
| Manetti attaque tout le temps les élèves avec des boulettes de papier. Le trio va contre-attaquer. |                                         |                    |
| 15 | Manetti doit gagner                     |                    |
| Lola a mis Manetti au défi de la battre à un jeu d'arcade, Angelo sait que Lola va gagner, mais il sait aussi que la revanche de Manetti sera terrible. |                                         |                    |
| 16 | Manetti doit gagner                     |                    |
| Lola a mis Manetti au défi de la battre à un jeu d'arcade, Angelo sait que Lola va gagner, mais il sait aussi que la revanche de Manetti sera terrible. |                                         |                    |
| 17 | Rallonger la récré                      |                    |
| Angelo a oublié un devoir et va le faire pendant la récré, il doit prolonger la récré sinon il n'aura jamais le temps de finir. |                                         |                    |
| 18 | La guerre des corvées                   |                    |
| Angelo se plaint d'avoir des corvées plus dures que celle d'Alvina, il va tout mettre en œuvre pour inverser la situation. |                                         |                    |
| 19 | Zapper n'est pas jouer                  |                    |
| Le trio doit regarder un festival de rock, mais le père d'Angelo regarde la finale de basket. |                                         |                    |
| 20 | L'attaque pirate                        |                    |
| Victor est trop petit pour faire l'attaque pirate, Lola et Angelo vont aider leur ami surdoué à faire l'attraction. |                                         |                    |
| 21 | Une attente interminable                |                    |
| Oli Van Dunk signe des skateboards au Parc Aventure, le trio remarque que s'ils ne sont pas dans les 50 premiers ils ne pourront pas voir leur idole. |                                         |                    |
| 22 | Adorable petit Pierre                   |                    |
| Chaque fois que Pierre et Angelo se disputent, leurs parents donnent raison à Pierre car il a une technique. Angelo va responsabiliser son frère. |                                         |                    |
| 23 | Qui a tué Monsieur Lapin ?              |                    |
| M. Lapin est le jouet préféré de Pierre, une fois dans sa chambre il est en morceaux. Angelo est accusé car il est resté seul dans la maison au moment du crime, il décide d'enquêter sur l'affaire.                                                                                          |                                         |                    |
| 24 | Halte à la musique expérimentale        |                    |
| La mère d'Angelo adore la musique expérimentale, ce que toute la famille déteste. Angelo va faire cesser la torture de sa mère. |                                         |                    |
| 25 | Le remplaçant                           |                    |
| M. Leroux n'est pas là et M. Zonka le remplace, le trio arrive à modifier le planning. Mais ils ne doivent pas se faire repérer par Mlle Perla. |                                         |                    |
| 26 | La gratin de maman                      |                    |
| Le plat familial d'Angelo est le gratin de choux de bruxelles, Angelo va faire tout ce qui en son pouvoir pour modifier le gratin. |                                         |                    |
| 27 | Restons zen                             |                    |
| Angelo veut faire du karaté avec Victor, mais sa mère l'a déjà inscrit à un cours d'équitation. |                                         |                    |
| 28 | La gaffe d'Angelo                       |                    |
| Le trio a vendu un tableau de la galerie de la mère d'Angelo, s'il ne ramène pas le tableau à sa mère, il peut dire adieu à sa soirée à la belle étoile au Parc Aventure. |                                         |                    |
| 29 | Atchoum !                               |                    |
| Lola a éternué pendant sa photo individuelle, elle veut que Damien Brosse la reprenne en photo avant que les photos ne soient montrées. |                                         |                    |
| 30 | Cool pas cool                           |                    |
| Angelo veut avoir le même J-Pog que celui d'Alvina et va inventer un J-Pog 3000. |                                         |                    |
| 31 | Le juge entre en jeu                    |                    |
| Le Parc Aventure devient ennuyeux, puis le trio apprend qu'ils peuvent avoir une rampe de skate en gagnant un concours. Angelo bloque Oli Van Dunk et se fait passer pour un certain Boom Bullit, ce qui aidera Victor qui participera au concours de skate.                                  |                                         |                    |
| 32 | L'impossible rupture                    |                    |
| Angelo et Victor sont témoins du fait qu'Arthur (l'amoureux d'Alvina) offre un cadeau à Lucie, ils vont devoir cacher leur témoignage mais Arthur file un RDV à Alvina. |                                         |                    |
| 33 | Malade pour de faux                     |                    |
| Angelo n'a pas fait son exposé, il va donc faire semblant d'être malade. Il s'ennuie jusqu'à ce que Victor appelle pour lui dire qu'ils ont inversé leurs exposés. |                                         |                    |
| 34 | L'enfant gâté                           |                    |
| Angelo veut avoir une chaise pour jeux vidéo pour son anniversaire, mais ses parents lui annoncent qu'ils lui ont déjà acheté des cadeaux. |                                         |                    |
| 35 | Le marathon                             |                    |
| La classe d'Angelo font un marathon dans leur ville, mais Angelo, Victor et Bertrand-François vont tricher tandis que Lola a son idée. |                                         |                    |
| 36 | La plage                                |                    |
| Lola annonce à Angelo et Victor que sa cousine Julie (dont Angelo est amoureux) vient chez elle, Angelo avec l'aide de Victor va annuler sa sortie à la plage avec sa famille. |                                         |                    |
| 37 | La collection                           |                    |
| Le trio apprend qu'un de leurs jouets préférés est au centre commercial, ils vont tout faire pour en avoir un chacun. |                                         |                    |
| 38 | Manetti est amoureux                    |                    |
| Manetti a le cœur qui bat pour Alvina, cette dernière demande immédiatement l'aide d'Angelo. |                                         |                    |
| 39 | Manetti doit réussir                    |                    |
| M. Leroux demande à Victor d'entraîner Manetti pour le prochain contrôle, plus facile à dire qu'à faire. |                                         |                    |
| 40 | Au secours, mes amis sont amoureux      |                    |
| Lola et Victor se sont disputés, Angelo a peur que ses amis deviennent amoureux et va absolument les réconcilier. |                                         |                    |
| 41 | Dehors l'artiste                        |                    |
| Damien Brosse est l'artiste star de la galerie de la mère d'Angelo, il fait de la colocation chez la famille mais personne ne le supporte. |                                         |                    |
| 42 | Un peu de romance                       |                    |
| Bertrand-François est amoureux d'Olivia mais a le trac, Lola parie qu'Angelo n'arrivera pas à changer la situation. |                                         |                    |
| 43 | Il faut sauver Annette                  |                    |
| Demain, la classe d'Angelo étudiera sur Annette (une grenouille). Le trio est persuadé que M. Leroux tuera la grenouille pour la disséquer. |                                         |                    |
| 44 | La clef du succès                       |                    |
| Une pub informe qu'une clé d'accès VIP pour le concert des Slobber se trouve dans une boîte de céréales au centre commercial, le trio va fouiller chaque boîte et empêcher que quelqu'un en achète une.                                                                                       |                                         |                    |
| 45 | Le casse du siècle                      |                    |
| Bertrand-François amène une BD mais elle se retrouve confisqué, Angelo promet à son ami qu'il retrouvera sa BD. |                                         |                    |
| 46 | Au boulot !                             |                    |
| Alvina veut avoir un scooter, mais ses parents lui avertissent qu'elle doit travailler. Angelo trouve du travail à Alvina au Parc Aventure (car il veut que sa sœur l'emmène), c'est désormais à elle de prouver qu'elle a des capacités.                                                     |                                         |                    |
| 47 | La nuit de l'horreur                    |                    |
| Angelo et Victor veulent regarder un film d'horreur : L'invasion des mangeurs de cervelles. Sa mère leur interdit de regarder ce film, le duo n'a pas l'intention d'écouter la consigne. Leur objectif est de regarder le film sans qu'on le sache, sinon Lola se moquera sérieusement d'eux. |                                         |                    |
| 48 | Dernier combat                          |                    |
| Les parents d'Angelo lui ordonnent de ranger sa chambre, de faire ses devoirs de maths, et de sortir les poubelles. Il va devoir tout faire est aussi terminer son jeu. |                                         |                    |
| 49 | La trompette de la mort                 |                    |
| Pierre a une trompette qui embête beaucoup Angelo, il va tout faire pour arrêter son calvaire. |                                         |                    |
| 50 | Annivers'hier                           |                    |
| Le pire jour de l'année est l'anniversaire de Manetti, le trio va essayer d'embrouiller la brute par rapport à la date de son anniversaire. |                                         |                    |
| 51 | Mon père ce héros                       |                    |
| Le pire jour de l'année est l'anniversaire de Manetti, le trio va essayer d'embrouiller la brute par rapport à la date de son anniversaire. |                                         |                    |
| 52 | La porte interdite                      |                    |
| La semaine prochaine, le père d'Angelo va venir expliquer son travail à la classe. Le trio n'y tient pas car son père est ennuyeux lorsqu'il raconte son boulot, et ceci aurait un impact sur la réputation d'Angelo.                                                                         |                                         |                    |
| 53 | Censuré                                 |                    |
| Alvina cache une boîte à Angelo, ce dernier tient à savoir ce qu'il y a dedans. Pour ce faire, il déclenche l'opération Fin du monde. |                                         |                    |
| 54 | Dans le mille                           |                    |
| Le trio a réalisé un super film d'action sur les Vikings, M. Leroux censure leur film alors que tout le monde veut le voir. |                                         |                    |
| 55 | Le sommeil du chimpanzé                 |                    |
| Alvina est chargée de s'occuper de Pierre, pendant qu'Angelo et Victor joueront aux jeux vidéo. Mais Alvina regarde la télé et la donne à Angelo seulement s'il arrive à endormir Pierre. |                                         |                    |
| 56 | Un surdoué pas très malin               |                    |
| Victor est très intelligent mais son intelligence va lui faire passer des tests de compétence, s'il réussit il ira à l'école des surdoués autrement il restera dans la sienne. Angelo et Lola vont aider Victor pour qu'il rate les tests.                                                    |                                         |                    |
| 57 | La musique dans la peau                 |                    |
| Angelo a oublié son exposé de musique, il commence avec Mozart mais il y a un problème. Puis il va sécher le cours pour demander à M. Zonka l'histoire d'un chanteur : M. FunkyTronic. |                                         |                    |
| 58 | Le millième                             |                    |
| Au centre commercial, celui ou celle qui sera le millième client du centre aura pour récompense un bâton volant. |                                         |                    |
| 59 | Même pas peur                           |                    |
| Manetti s'amuse à faire peur à tout le monde, le trio va à son tour faire peur à Manetti. |                                         |                    |
| 60 | Question de pouvoir                     |                    |
| Angelo et Lola se font la guerre pour être délégué, ils vont se disputer pour avoir Victor en aide. |                                         |                    |
| 61 | Le skate de la discorde                 |                    |
| Au collège il y a une audition spéciale Slobber, Angelo et Lola sont sûrs de passer sauf Victor qui va utiliser le piratage. |                                         |                    |
| 62 | L'audition                              |                    |
| Mme Escobar est la voisine d'Angelo, elle doit venir chez lui pour rendre visite. Mais au Parc Aventure, toutes les attractions sont gratuites. Le trio va empêcher la vieille dame de venir chez Angelo.                                                                                     |                                         |                    |
| 63 | L'heure du thé                          |                    |
| Mme Escobar est la voisine d'Angelo, elle doit venir chez lui pour rendre visite. Mais au Parc Aventure, toutes les attractions sont gratuites. Le trio va empêcher la vieille dame de venir chez Angelo.                                                                                     |                                         |                    |
| 64 | Tu veux t'battre                        |                    |
| Angelo bouscule accidentellement Eliott (le petit frère de Manetti), mais Eliott le prend très mal et le provoque en duel. Angelo prend ça pour une blague, mais quand sa réputation est mise en jeu, il trouve plusieurs plans pour empêcher le combat.                                      |                                         |                    |
| 65 | La liste                                |                    |
| Lola et Olivia ont besoin d'Angelo et Victor pour récupérer la liste des garçons les plus mignons de la classe, mais cette liste est dans le sac de Manetti. |                                         |                    |
| 66 | La squatteuse de douche                 |                    |
| Alvina passe un temps fou sous la douche, ce qui empêche Angelo de faire sa toilette. La prochaine fois il sera sous la douche avant elle. |                                         |                    |
| 67 | Même pas malade                         |                    |
| Angelo est malade mais il le cache à ses parents pour voir Oli Van Dunk sauter au-dessus de 12 bus enflammés en skate, il va avoir besoin de Lola et Victor. |                                         |                    |
| 68 | La main dans le sac                     |                    |
| Angelo a eu une mauvaise note à cause de Manetti, mais sa mère se fiche totalement de ses excuses. Il va devoir lui prendre son sac préféré avant qu'elle le fasse elle-même. |                                         |                    |
| 69 | Le roi du bitume                        |                    |
| Le trio choisit de passer par un raccourci pour manger des lasagnes avant Alvina, mais le raccourci passe par le trottoir de Manetti qui ne laisse personne passer dessus. |                                         |                    |
| 70 | Megabingodingo                          |                    |
| Pierre est somnambule et mange les céréales d'Angelo, le grand frère va cacher sa boîte de céréales partout dans sa maison mais Pierre retrouve toujours les boîtes. |                                         |                    |
| 71 | Céréale zombi                           |                    |
| La famille d'Angelo sauf Angelo et sa sœur sont partis, Alvina va inviter 3 de ses copines alors qu'Angelo invite Lola et Victor. Le trio va tout faire pour empêcher les amies d'Alvina de venir malgré le chantage d'Alvina.                                                                |                                         |                    |
| 72 | Œil pour œil                            |                    |
| Le trio choisit de passer par un raccourci pour manger des lasagnes avant Alvina, mais le raccourci passe par le trottoir de Manetti qui ne laisse personne passer dessus. |                                         |                    |
| 73 | Orientation 007                         |                    |
| La classe d'Angelo a passé un test de futur métier, Angelo sera un agent secret tandis que Victor sera professeur. Victor est désespéré par son futur métier et Angelo s'en aperçoit et va lui faire croire qu'il est contacté par des agents secrets.                                        |                                         |                    |
| 74 | La faute à Victor                       |                    |
| Victor fait plusieurs gaffes à l'école (corriger M. Leroux, casser l'auriculaire de M. Zonka, casser l'amplificateur des Slobber, et casser le skate d'Oli Van Dunk), il faut absolument régler le problème.                                                                                  |                                         |                    |
| 75 | Gros mot                                |                    |
| Angelo a dit un gros mot devant Pierre qui ne fait que le répéter, il supplie son frère de ne rien dire à leur mère mais il va faire tout le contraire. |                                         |                    |
| 76 | L'impressionnant Bertrand-François      |                    |
| Arthur a un mégaphone et se permet de se moquer de tout le monde au Parc Aventure, Angelo et Victor veulent l'humilier par son petit frère Bertrand-François. |                                         |                    |
| 77 | Les invités permanents                  |                    |
| Le club de lecture de la mère d'Angelo contrarie beaucoup Angelo car il doit être silencieux, il veut mettre fin à ce silence. |                                         |                    |
| 78 | Ce week-end n'aura pas lieu             |                    |
| Eliott est invité chez Angelo pour jouer avec Pierre, seulement Manetti aussi est invité. |                                         |                    |
| 79 | 7 minutes chrono                        |                    |
| Pierre, Alvina et Angelo ont oublié la fête des mères, et doivent la préparer en moins de 30 minutes avant que leurs parents reviennent. |                                         |                    |

### Saison 2 (2012-2014)
| # | Titre de l'épisode                         | Première diffusion |
| --- | ------------------------------------------ | ------------------ |
| 1 | Bon à jeter                                |                    |
| Les parents d'Angelo prennent toutes les affaires d'Angelo pour les vendre mais pas celles d'Alvina et de Pierre, le seul moyen d'empêcher la vente de ses affaires c'est d'aller à la brocante. |                                            |                    |
| 2 | Shootball                                  |                    |
| Le trio joue au Shootball après chaque journée de collège, mais leur jeu est menacé par Eddie (il joue au basket), Gilbert (il fait du taï-chi), et Gigi (qui roule sur le terrain de jeu). |                                            |                    |
| 3 | Arrêt de jeu                               |                    |
| Angelo est accro à un jeu vidéo sur PSP, mais sa mère lui confisque sa PSP et la donne à son père. Le père d'Angelo devient lui aussi accro, Angelo ne supporte plus la situation et demande l'aide de Victor et Yoann pour finir le jeu. |                                            |                    |
| 4 | La nuit la plus longue                     |                    |
| Angelo et ses camarades de classe ne supportent plus de se coucher à 20h00, le roi de la débrouille décide de faire une nuit blanche avec ses amis chez lui. S'il gagne il pourra se coucher à l'heure qu'il veut, cette nuit sera à jamais dans son histoire. |                                            |                    |
| 5 | Bruticus malinus                           |                    |
| La Bruticus Malinus (« L'abrutie Maline ») est une nouvelle élève du nom de Gladys, Lola s'entend bien avec elle tandis qu'Angelo lui déclare la guerre. |                                            |                    |
| 6 | Chapeau !                                  |                    |
| |                                            |                    |
| 7 | Bruticus malinus                           |                    |
| Angelo a toujours une part de gratin de pâtes d'Eddie, mais Enzo lui vole la vedette en portant un chapeau. Angelo veut obtenir le chapeau parfait pour avoir à nouveau du gratin. |                                            |                    |
| 8 | Rien vu, rien entendu                      |                    |
| Angelo a loupé la finale de catch de yacks mais ne veut avoir aucun spoiler de ce qui s'est passé, il a enregistré la finale mais il sait très bien que tout le monde au collège va en parler mais heureusement il a plusieurs tours dans son sac. |                                            |                    |
| 9 | Attaque extra-terrestre                    |                    |
| Angelo a prévu une superbe blague sur les extraterrestres, mais il doit l'annuler car la victime principale de la blague devait être M. Leroux. Malheureusement il est remplacé par la mère d'Angelo, mais le trio va se retrouver piégé par les aliens. |                                            |                    |
| 10 | Tous à l'eau                               |                    |
| L'année dernière, la famille d'Angelo a loupé une attraction de piscine. Cette fois-ci Angelo n'a pas l'intention de louper l'attraction, il va mener sa famille à la baguette. |                                            |                    |
| 11 | Tête de nouille                            |                    |
| Lorsqu'Angelo tourne une vidéo de Star d’internet. Il touche Alvina accidentellement avec un ballon de foot et lui a dit "Ne me prends pas pour une nouille ". Pierre et Elyote n’ont pas arrêter de dire nouille et embêtent Angelo. Angelo doit trouver une solution pour les arrêter de dire "nouille". |                                            |                    |
| 12 | La guerre des livres                       |                    |
| Angelo et Victor craquent sur un skateboard à la brocante mais n'ont pas les moyens de l'acheter, alors que Pierre et Eliott ont un grand succès pour leurs livres. Mais quand le duo va imiter la technique de Pierre et Eliott, leurs livres sont détestés. |                                            |                    |
| 13 | Ninja à louer                              |                    |
| Angelo craque sur une nouvelle paire de chaussures mais il doit trouver du travail pour récolter de l'argent et s'acheter ses chaussures, au lieu de faire un boulot ennuyeux il va être un ninja pendant que les 10 paires de ses chaussures soient toutes vendues. |                                            |                    |
| 14 | Wiznimaux                                  |                    |
| Pierre est devenu fan d'une nouvelle série télévisée : les Wiznimaux. Puis Angelo (ne supportant pas les Wiznimaux) doit l'emmener à une convention des Wiznimaux, il a aussitôt l'intention que Pierre déteste les Wiznimaux. |                                            |                    |
| 15 | Maman high-tech                            |                    |
| Julie demande à Angelo d'être son ami sur My Page, il veut bien mais s'il accepte la proposition elle pourra voir que sa famille le ridiculise. Il a l'idée de les faire quitter My Page, et ensuite il acceptera. |                                            |                    |
| 16 | Ping et Pong                               |                    |
| Gilbert doit gagner le tournoi de Ping-Pong amateur de la ville sinon Angelo ne pourra faire passer son voisin pour son grand-père, mais Gilbert est vraiment nul et le trio va devoir improviser. |                                            |                    |
| 17 | Rendez-nous le basket                      |                    |
| Gladys arrive à persuader M. Zonka de faire de la gymnastique rythmique plutôt que du basket, seul Angelo, Victor, Yoann, J-B, et Manetti n'acceptent pas la nouvelle discipline sportive. Angelo a alors plusieurs plans en tête pour enlever la GRS du planning, mais chaque plan va lui valoir un coéquipier en moins. Puis Angelo défie Gladys comme quoi lui qui n'a jamais fait de GRS, il gagnerait contre elle puis Angelo va faire appel à un coach rival de Zonka : le père d'Angelo.                                                                                                  |                                            |                    |
| 18 | Soirée jeux                                |                    |
| La mère d'Angelo trouve que la famille ne fait rien ensemble, puis elle décide d'organiser une soirée de jeux de société tous les mardis. C'est tout le temps le père de la famille qui gagne puis il dira une phrase qui va conduire Angelo à essayer de gagner malgré la chance de son père. |                                            |                    |
| 19 | Le procès du siècle                        |                    |
| La famille d'Angelo a acheté une nouvelle télévision, Angelo et Alvina veulent avoir l'ancienne télé dans leur chambre puis un procès commence avec comme juges : leurs parents. Lola et Victor vont aider Angelo, tandis qu'Alvina va faire appel aux ennemis d'Angelo. |                                            |                    |
| 20 | Télécommandé                               |                    |
| Le père d'Angelo a ordonné à son fils de ne pas toucher à la Domo (une télécommande connectée), mais il va faire une démonstration à Victor et Lola qui va virer au drame. Le trio doit échanger la Domo avant que le père d'Angelo sans n'aperçoive. |                                            |                    |
| 21 | Pour la gloire                             |                    |
| Lors d'une interview sur la routine d'Oli Van Dunk, Victor apprend à ses amis qu'il veut devenir célèbre. Mais Gladys va le rendre célèbre au point d'être harcelé, le trio doit régler la situation. |                                            |                    |
| 22 | Le comique de l'année                      |                    |
| Il y a plusieurs titres dans le collège qui existent, mais celui qui intéresse Angelo en particulier : c'est le comique de l'année. Cette année sa place se voit menacé par Lola avec Gladys en tant que coach, mais Angelo est prêt à repousser ses limites pour avoir son titre. |                                            |                    |
| 23 | Le roi du silence                          |                    |
| Un défi se lance entre Gladys et Angelo, celui d'Angelo est qu'il est sûr que Gladys ne peut pas s'empêcher de cafter. Celui de Gladys est qu'il ne peut pas s'empêcher de parler. Qui gagnera le pari ? |                                            |                    |
| 24 | Chat ch'est chur                           |                    |
| Katie confie à Angelo et Lola la surveillance de son chat Tiramisu, mais Tiramisu fuie la maison d'Angelo et une course-poursuite s'engage entre le chat, le duo et Gilbert. |                                            |                    |
| 25 | Fou de foot                                |                    |
| Victor a raté les tests pour intégrer l'équipe de football de M. Zonka à cause d'Angelo, ce dernier veut se rattraper puis M. Zonka organise un match : son équipe contre celle de Victor (composé de Gilbert, Pierre, Eliott, Lola et Victor lui-même) avec Angelo en tant qu'entraîneur. |                                            |                    |
| 26 | Reprendre c'est voler                      |                    |
| Pierre a pris le bracelet d'Angelo qui fait un passage VIP pour le concert des Slobber, il va devoir le reprendre avec l'aide de Victor. Pour cette mission il va utiliser son dossier sur Pierre, et pour la première fois il va se servir de ses 100 techniques du dossier. |                                            |                    |
| 27 | Privés de sortie                           |                    |
| La sortie au planétarium est annulé, mais à la place ils iront au théâtre pour voir la pièce de Damien Brosse. La classe est contre sauf Gladys qui ne connaît pas Damien Brosse. |                                            |                    |
| 28 | Porte à porte à porte                      |                    |
| Dans la classe, celui ou celle qui vendra le plus de rouleaux de papier cadeau dans la ville aura pour récompense un accès pour le concert des Slobber sur glace. Mais c'est Gladys qui domine face au trio. |                                            |                    |
| 29 | Chaud devant                               |                    |
| Oli Van Dunk a inventé une nouvelle figure, le trio va tout faire pour savoir faire la figure en premier. Mais ils doivent faire vite car il y a la canicule, ils n'ont pas d'autres choix que de faire ça chez Angelo. |                                            |                    |
| 30 | Pierre Attaque !                           |                    |
| Angelo, Lola, Victor, Yoann et Bertrand-François viennent au collège le samedi pour télécharger un jeu sur les ordinateurs, mais Angelo doit s'occuper de Pierre et l'emmène et demande à Eddie de le garder sans lui donner de sucre. Mais Eddie donne du sucre au petit frère d'Angelo, son frère devient dingue et erre dans les couloirs à la recherche du sucre. Si M. Leroux s'aperçoit de sa présence, Angelo sera dans de beaux draps. Ils vont devoir calmer Pierre très vite. |                                            |                    |
| 31 | Le syndrome des sardines en boîte          |                    |
| Angelo doit faire signer une copie catastrophique à ses parents, il doit juste les rendre de bonne humeur malgré l'orage. Il appelle ça : Le syndrome des sardines en boîtes. |                                            |                    |
| 32 | Pas lu, pas pris                           |                    |
| |                                            |                    |
| 33 | Karaté                                     |                    |
| Angelo et Victor sont sûrs qu'ils peuvent devenir des ceintures marrons mais leur maître est Manetti, Angelo a l'idée d'être comme Manetti. |                                            |                    |
| 34 | Sauvetage glacial                          |                    |
| Au Parc Aventure il y a une glace qui s'appelle la spéciale Angelo, mais son père est choisi pour décider quelle est la meilleure glace cette année. Angelo n'est pas convaincu et craint que sa glace soit supprimée, sachant que son père a des goûts spéciaux. |                                            |                    |
| 35 | Mini grand-prix                            |                    |
| Le ballon de football d'Angelo comme certains de ses jouets ont disparu dans le jardin de Gilbert, cette fois il décide de reprendre ses jouets sans se faire voir. Mais à la place Gilbert le défie à la course de voitures téléguidées, Angelo et Victor vont devoir bien se préparer. |                                            |                    |
| 36 | La mystérieuse affaire des manettes        |                    |
| La mère d'Angelo a interdit à ce dernier de jouer à Dragonator sauf s'il se met à réviser, mais une fois le week-end arrivé la famille entière (sauf Alvina) se met à rechercher les manettes de jeu. C'est le père d'Angelo (en voyage) qui a touché les manettes en dernier, Angelo va reconstituer la journée où son père avait les manettes. |                                            |                    |
| 37 | Échange pas standard                       |                    |
| Le trio n'a pas pu prendre de dessert à la cantine à cause de Gladys, Angelo va piquer 3 desserts en cachette mais laisse une grosse trace de sa chaussure dans des lasagnes. Gladys le soupçonne aussitôt et propose de vérifier sa chaussure, heureusement Angelo va convaincre M. Leroux d'enquêter en commençant par les plus grands. Angelo va devoir reproduire le plat de lasagnes avec la trace de la chaussure de Gladys avant que M. Leroux arrive. |                                            |                    |
| 38 | Chevalier Manetti                          |                    |
| Manetti et Angelo décident d'inverser leur rôle pour une pièce de théâtre, mais Manetti doit apprendre son texte. |                                            |                    |
| 39 | Mon pire ami Manetti                       |                    |
| Manetti devient le garde du corps d'Angelo en échange pour lui avoir sauvé la vie, mais ceci devient un enfer. |                                            |                    |
| 40 | Révolution (épisode spécial)               |                    |
| Le trio remarque que Gladys donne beaucoup d'avertissement pour rien, les élèves décident de se révolter à cette tyrannie. Angelo élaborera plusieurs plans. |                                            |                    |
| 41 | Soirée entre fille                         |                    |
| Lola a organisé une soirée entre filles, mais Gladys s'y invite avec une (fausse) boule magique (truquée). Elle demande immédiatement à Angelo et Victor de s'inviter également à la fête, mais en discrétion pour faire croire que les esprits sont furieux contre Gladys. |                                            |                    |
| 42 | Le concours d'air guitar                   |                    |
| Les Slobber annoncent à tout le monde qu'ils veulent une démonstration d'air guitar et que celui ou celle qui gagne fera partie de leur prochain clip. Le trio décide de faire équipe pour gagner, d'ailleurs le seul qui s'avère dangereux est Yoann. |                                            |                    |
| 43 | Action !                                   |                    |
| Quand le trio parle des meilleurs films qu'ils ont vu, Manetti lui dit que c'est PirateCosmic17. Ils n'ont jamais entendu parler du film, Manetti leur donne le DVD. Le film est juste un spectacle de marionnettes, mais le DVD se détruit en 1000 morceaux. Ils vont devoir refaire le film eux-mêmes, mais Manetti ne doit pas les voir (parce qu'il leur a filé un RDV). |                                            |                    |
| 44 | Opération bonbons (épisode spécial)        |                    |
| Lola s'est fait confisquer ses bonbons, Angelo leur parle alors d'un mythe comme quoi il y a une salle secrète où on met les bonbons confisqués. Gilbert les espionne et confirme ce qu'a dit Angelo, il révèle que c'est lui et d'autres élèves qui ont fabriqué la salle (quand ils étaient punis). Le trio décide de faire une équipe pour voler les bonbons, le casse se fera pendant la fête de fin d'année. Avec Angelo (le leader), Lola (l'as du déguisement), Victor et Yoann (les geeks), Bertrand-François (le sentinelle) et Manetti (le costaud). Mais Gladys les espionne de loin. |                                            |                    |
| 45 | La lutte des clubs                         |                    |
| Le trio monte un groupe de rock : les Requins-cobras-mustangs. Ils sont censés s'entraîner en salle polyvalente mais Gilbert a son club : Jeux de cartes et jeux de société (alors qu'il est tout seul). Le gérant de la salle est Eddie, mais il se fait facilement tromper (il est bête). Puis Eddie rejoint le club de Gilbert, c'est alors qu'il lance un défi à Angelo : recruter plus de personnes que son club. S'il gagne, il aura la salle rien qu'à lui et ses amis. Autrement, Gilbert restera.                                                                                       |                                            |                    |
| 46 | Tout doit disparaître !                    |                    |
| Le trio monte un groupe de rock : les Requins-cobras-mustangs. Ils sont censés s'entraîner en salle polyvalente mais Gilbert a son club : Jeux de cartes et jeux de société (alors qu'il est tout seul). Le gérant de la salle est Eddie, mais il se fait facilement tromper (il est bête). Puis Eddie rejoint le club de Gilbert, c'est alors qu'il lance un défi à Angelo : recruter plus de personnes que son club. S'il gagne, il aura la salle rien qu'à lui et ses amis. Autrement, Gilbert restera.                                                                                       |                                            |                    |
| 47 | Le trésor d'Alvina                         |                    |
| Le trio monte un groupe de rock : les Requins-cobras-mustangs. Ils sont censés s'entraîner en salle polyvalente mais Gilbert a son club : Jeux de cartes et jeux de société (alors qu'il est tout seul). Le gérant de la salle est Eddie, mais il se fait facilement tromper (il est bête). Puis Eddie rejoint le club de Gilbert, c'est alors qu'il lance un défi à Angelo : recruter plus de personnes que son club. S'il gagne, il aura la salle rien qu'à lui et ses amis. Autrement, Gilbert restera.                                                                                       |                                            |                    |
| 48 | Le casier secret                           |                    |
| Le trio a l'idée d'installer un ordinateur dans le casier d'Angelo, mais l'ordi prend la place du casier de Bertrand-François. Mais ensuite ils découvrent une salle secrète toute propre, ils décident d'installer certaines affaires. Gladys découvre leur secret, mais elle n'a pas de preuve pour que M. Leroux y jette un œil. Alors que le secret se répand, la salle devient tout en bazar et Gladys a filmé leur petite fiesta. Le trio n'a pas d'autre choix que de ne plus libérer l'accès à la salle.                                                                                 |                                            |                    |
| 49 | Décervèlator                               |                    |
| — |                                            |                    |
| 50 | La grande course de lits (épisode spécial) |                    |
| Dans la ville chaque année, il y a une grande course de lits. L'année dernière c'est Gladys qui a gagné (ensuite elle s'est moquée d'Angelo), mais cette année Angelo et Victor comptent bien la battre. Victor sera le pousseur et Angelo le conducteur, Angelo étudiera les autres lits en cachette sauf celui de Gladys (il est sécurisé). Lola fait équipe avec M. Zonka en tant que pousseur, mais le trio ne sait pas qui est le pousseur de Gladys. Il s'agit d'Oli Van Dunk, cette fois le trio devra faire face et gagner.                                                              |                                            |                    |

### Saison 3 (2016)
| # | Titre de l'épisode                 | Première diffusion |
| --- | ---------------------------------- | ------------------ |
| 1 | Télépathie                         |                    |
| Pour leur contrôle sur Benjamin Franklin et l'électricité, Angelo décide de créer un casque pour lire dans les pensées. Victor n'approuve pas l'idée, mais en créant le casque il apprend le contrôle. |                                    |                    |
| 2 | Une nuit au grand magasin          |                    |
| Pierre est chez Eliott, la mère d'Angelo est en voyage. Le reste de la famille est piégé au centre commercial, ils n'ont pas de quoi appeler (les téléphones sont déchargés). Angelo leur donne l'idée de s'amuser dedans sans se faire repérer par le gardien de nuit et les caméras de surveillance. |                                    |                    |
| 3 | Gladys la baby-sitter              |                    |
| Alvina va voir un film au cinéma, les parents vont au restaurant. Tandis qu'Angelo va chez Victor pour observer une pluie de météorites avec Lola, mais la Baby-sitter est Gladys. Angelo n'a pas l'intention de laisser cette peste toucher à ses affaires, il va devoir faire vite pour observer la pluie de météorites avec ses amis. |                                    |                    |
| 4 | Mon moment préféré                 |                    |
| Il y a un jour après le collège où Angelo est seul chez lui : c'est son moment préféré. Mais Alvina a arrêté ses cours de danse, il commence à péter les plombs à cause d'Alvina (car il n'a plus de moment préféré). |                                    |                    |
| 5 | La reine des tricheuses            |                    |
| Gladys triche tout le temps sans exception, le trio a l'idée d'appeler le karma. |                                    |                    |
| 6 | Victor, apprenti astronaute        |                    |
| À chaque vacance de Pâques, Victor s'en va et loupe les meilleurs moments de l'année. Cette année il va chez les apprentis astronautes, Angelo et Lola ont fait disparaître la lettre de Victor. Ce dernier avait supplié sa mère de l'envoyer là-bas, le duo se sentant coupable va enregistrer des vidéos prouvant que Victor peut aller chez les apprentis astronautes. |                                    |                    |
| 7 | La revanche de Gilbert             |                    |
| Comme ses petits-fils ne sont jamais avec lui, Gilbert veut traîner avec des jeunes comme Angelo, Lola et Victor. C'est alors que le trio le fait revenir au collège, pour qu'il se fasse des amis jeunes. |                                    |                    |
| 8 | Opération dodo                     |                    |
| Depuis que Pierre a regardé le film Super-Gadoue avec Angelo, il en fait des cauchemars. Mais quand Pierre veut dormir avec Angelo, ce dernier ne dort plus et veut guérir la peur de son petit frère. |                                    |                    |
| 9 | Le grand livre des records         |                    |
| Dans la nouvelle édition du grand livre des records, le trio avec Bertrand-François et Yoann découvrent que Gladys est dans le grand livre (le cri le plus long : 47 secondes). Angelo annonce à Gladys que lui aussi il peut être dans le livre, mais il ne sait pas quel record faire. |                                    |                    |
| 10 | Camping                            |                    |
| Angelo et son père veulent camper au lac des Indiens, la mère de famille dit qu'ils ne pourraient pas tenir dans le jardin avec Pierre, Eliott et Victor. S'ils arrivent à rester une nuit, ils pourront camper mais l'épreuve va s'avérer compliqué. |                                    |                    |
| 11 | Déjeuner en ville                  |                    |
| Tous les premiers mardis du mois, Eddie a une recette traditionnelle que tout le monde appelle "pain maudit". Angelo organise une pétition pour manger en ville les premiers mardis du mois, M. Leroux refuse de manger dehors. Le trio ne voit pas d'autres choix que de sortir discrètement du collège le prochain premier mardi, ils vont devoir vérifier l'emploi du temps précis des profs. Le jour J arrive, personne ne se doute de rien sauf Gladys.                                |                                    |                    |
| 12 | Capitaine aventurele               |                    |
| Pierre et Eliott ont trouvé un poisson au Parc Aventure, il s'avère que ce poisson est la mascotte du Parc Aventure. Le trio aidé de Pierre et Eliott doivent vite relâcher le poisson, car il y a une enquête sur la disparition du poisson. |                                    |                    |
| 13 | Zonka hors-jeu                     |                    |
| L'équipe de football de Zonka veut apprendre à faire des têtes au foot, mais M. Zonka ne sait pas en faire et quitte l'équipe. L'entraîneur adjoint qui est Angelo va tout faire avec l'équipe et Lola pour que Zonka revienne. |                                    |                    |
| 14 | En voiture !                       |                    |
| Angelo, Alvina, Pierre, leur père et Victor vont voir un match de l'équipe des dragons rouges. Victor est malade en voiture, Angelo avait spécialement prévu un kit de voyage. Mais son père l'a jeté au garage, il va devoir amuser Victor pour ne pas le faire vomir. |                                    |                    |
| 15 | Agent double                       |                    |
| Pour le concours d'objets, le trio a fabriqué un drone qui marche à l'énergie solaire. Mais celui de Gladys le surpasse, elle détruit leur drone. Victor va devoir le refabriquer, pendant que Lola va se faire passer pour l'amie de Gladys. Comme ça Angelo en apprendra plus sur le drone, et pour le pirater. |                                    |                    |
| 16 | Le super cadeau surprise           |                    |
| Alvina avait un cadeau pour l'anniversaire d'Arthur, mais Angelo a remplacé le cadeau d'Arthur par le journal intime d'Alvina. Elle demande son aide pour retrouver le cadeau avant qu'Arthur découvre son journal. |                                    |                    |
| 17 | Édition spéciale                   |                    |
| Pour le journal du collège, M. Leroux et Mlle Perla pensent qu'Olivia a besoin d'aide. Ils annoncent que s'ils sont élus ils manqueront des cours, les concurrents sont le trio, Gladys, et un duo (Manetti et Bertrand-François). Gladys a un journal très convaincant, Angelo et ses amis décident de tricher comme l'a fait Gladys. |                                    |                    |
| 18 | Tel père, tel fils                 |                    |
| Quand Alvina et sa mère sont partis faire du shopping, à la maison il y a une journée entre hommes (Angelo, Pierre et leur père). Mais comme d'habitude le père de famille n'arrive pas à finir ses corvées, Victor et Angelo décident de s'en occuper. C'est alors qu'Angelo pense que son père fait exprès d'être maladroit, il veut le prouver à Victor qui n'est pas convaincu. |                                    |                    |
| 19 | Le chouchou du prof                |                    |
| M. Leroux menace Angelo de redoubler s'il continue à ne rien faire, il décide donc de devenir le chouchou du prof. Ce qui va conduire tout le monde à l'éviter sauf Gladys, c'est alors qu'il élabore un plan et va avoir besoin de l'aide de Victor et Lola qui sont tendus. |                                    |                    |
| 20 | Répétition secrète                 |                    |
| Le trio, Gilbert et Lucie ont un pass VIP pour le prochain concert des Slobber, mais Lucie qui est dingue d'eux sait qu'ils vont avoir une répétition secrète au sous-sol du Parc Aventure. Ils vont traverser un labyrinthe souterrain à la recherche de leur groupe préféré. |                                    |                    |
| 21 | Un cadeau de trop                  |                    |
| Lors de la semaine des cadeaux surprises, si Gladys n'a pas un super cadeau elle devient folle de rage. Lorsqu'Angelo a un plan, il devient aussi sombre que Gladys. |                                    |                    |
| 22 | Du rock à l'école !                |                    |
| Les Slobber annoncent que l'école qui la soutient le plus aura le droit à un concert dans la cour, si Angelo a une bonne note les Slobber viendront. Angelo a une bonne note et M. Leroux envoie une lettre pour dire qu'il est fan de Slobber, mais le groupe viendra en plein cours. C'est au trio de se débrouiller pour que les élèves soient là quand Slobber arrivera. |                                    |                    |
| 23 | Angelo magicien                    |                    |
| Gilbert dit à Angelo qu'il ne peut pas faire partie du pacte des magiciens car il n'a pas inventé son propre tour, il va devoir inventer un tour jamais vu. |                                    |                    |
| 24 | Que la farce soit avec toi         |                    |
| Pour le 1er avril, M. Leroux annonce que si Angelo fait une farce il sera collé. Mais un farceur imite Angelo qui est considéré comme responsable, en attirant le farceur il découvre que c'est Bertrand-François qui l'imite. Angelo décide de faire de lui son apprenti, et le 1er avril il fera une farce énorme qui lui correspond. |                                    |                    |
| 25 | Plus de colocataire                |                    |
| En attendant que la chambre de Pierre soit repeinte, le petit brigand vient habiter dans la chambre d'Angelo. Au bout d'un moment, il ne supporte plus la compagnie de son frère. Pierre n'est pas satisfait de la chambre d'Alvina, puis il décide de s'installer au salon pour dormir mais le lendemain le salon est ravagé. La famille décide de prendre de la peinture et la sécher très vite.                                                                                          |                                    |                    |
| 26 | Maman fait du yoga                 |                    |
| Angelo veut le Turbo 9000 (un skateboard), mais sa mère veut qu'il fasse du yoga pour avoir sa planche. Lui et ses amis détestent le yoga, Angelo va devoir cacher à ses amis le fait qu'il fait du yoga. |                                    |                    |
| 27 | La révélation de Bertrand-François |                    |
| Angelo et Lola veulent aider Bertrand-François à trouver son « truc », après plusieurs essais ils découvrent que son truc est la danse mais sur une seule chanson. Mais il a le trac et n'arrivera jamais à danser en public, c'est alors qu'ils vont créer une boum. |                                    |                    |
| 28 | Vive l'indépendance !              |                    |
| La mère d'Angelo trouve que son fils a toujours besoin d'elle, elle décide de donner l'indépendance à Angelo. Ce dernier prend ceci pour un cadeau, mais sa mère a failli le faire craquer en payant le loyer. Pour cette épreuve Angelo a l'idée de se faire passer pour un adulte. |                                    |                    |
| 29 | Le coup de bol                     |                    |
| Angelo a une technique infaillible pour les examens : Le coup de bol (la chance). Sa technique porte ses fruits car il a eu le meilleur résultat, grâce à ça l'inspecteur de l'école le nomme "principal temporaire". Angelo apprécie le poste et va modifier certaines choses, ce qui va conduire le collège à se révolter contre Angelo. |                                    |                    |
| 30 | Parents mode d'emploi              |                    |
| Les parents d'Angelo tombent malade et demande à ce dernier de diriger la maison, Alvina ne supporte pas la décision tandis qu'Angelo fait appel à ses amis. |                                    |                    |
| 31 | Le livre de Gladys                 |                    |
| Angelo a fait un livre qui parle de toutes les ruses qu'Angelo a utilisées contre Gladys, elle prend possession du livre. Le trio va tout faire pour reprendre le livre, puis elle fait appel à Manetti pour la protéger. |                                    |                    |
| 32 | Vive l'écologie !                  |                    |
| Pour un concours d'œuvre d'art, Angelo a été forcé de démonter la voiture de son père. Pour qu'il ne voie pas la voiture, Angelo décide que sa famille doit vivre écologiquement. Mais son œuvre est au vernissage de l'exposition du musée, Victor et Lola doivent s'emparer des bouts de voitures. |                                    |                    |
| 33 | Les 30 secondes les plus longues   |                    |
| Angelo a rusé pour que les Slobber enregistrent leur prochain album dans son garage, mais il commence à perdre le contrôle de la situation. Il doit truquer le travail des Slobber, avant que sa mère les éjecte du garage. |                                    |                    |
| 34 | Souviens-toi l'été dernier         |                    |
| L'été dernier Oli Van Dunk est venu au Parc Aventure quand Angelo était malade, ceux qui étaient là l'été dernier peuvent être invités au Parc Aventure en compagnie d'Oli. Angelo doit faire croire qu'il était là, sinon il ne pourra pas être en compagnie d'Oli Van Dunk. |                                    |                    |
| 35 | La meilleure des places            |                    |
| Au début du 1er trimestre, les élèves font la course pour choisir leurs places. Angelo étant arrivé en dernier (à cause de Gladys) a la pire des places, il doit à tout prix retrouver la place qu'il a toujours occupée. |                                    |                    |
| 36 | Le rock dans la peau               |                    |
| Pierre doit faire un spectacle et toute la famille doit y assister, néanmoins Angelo veut aller au concert des Slobber. Sa mère refuse mais Angelo a l'idée d'avoir l'air malade, la technique marche mais son père le surveille. Il n'a pas d'autres choix que d'inviter son père au concert. |                                    |                    |
| 37 | Mon nom est dans le titre          |                    |
| Le trio participe à un concours d'airsoft, mais ils se disputent pour savoir qui est le chef. Quand Angelo devient chef, la situation s'aggrave entre Victor et Lola. |                                    |                    |
| 38 | Conduite accompagnée               |                    |
| Angelo se plaint qui n'y est qu'un seul conducteur dans la famille, son père lui annonce qu'Alvina aura bientôt son permis de conduire. Mais elle n'est pas douée, c'est alors qu'Angelo réunit son père, Lola et Victor pour faire en sorte qu'Alvina soit une as du volant. |                                    |                    |
| 39 | Petit ours et la sucette           |                    |
| Le seul moyen de calmer Pierre et Eliott, c'est quand leur série préférée : La ferme enchanté ; passent à la télé. Mais un jour la série cesse d'être diffusée, ce qui provoque la dinguerie des enfants. Manetti, la famille d'Angelo et d'autres camarades vont tout faire pour que la série soit rediffusée, finalement Pierre et Eliott inventent leur propre série : Petit ours et Gentilesse.                                                                                         |                                    |                    |
| 40 | La finale à tout prix              |                    |
| L'équipe de foot de M. Zonka n'a pas de budget pour jouer la finale, puis M. Zonka doit aller dans la nature pour quelque chose. Angelo va créer un "Super-Extra-Méga Foot Spécial" pour récolter des fonds, mais une grenouille va venir perturber le match. |                                    |                    |
| 41 | Rêve de chien                      |                    |
| Angelo veut avoir un chien, mais ses parents ne sont pas d'accords. Puis Angelo va passer une journée entière à entendre parler de chiens, il a l'idée d'acheter une laisse pour chien invisible. Comme ça ses parents voient à quel point il aime les chiens, mais c'est Gilbert qui se rend compte de l'amour d'Angelo pour les chiens. |                                    |                    |
| 42 | Un plan à la Angelo                |                    |
| Gladys a pris les lunettes de M. Leroux, et a mis les lunettes dans le casier d'Angelo. Elle peut penser comme lui, Angelo va devoir faire un plan à la manière de quelqu'un d'autre avant que M. Leroux fouille son casier. |                                    |                    |
| 43 | De vieux amis                      |                    |
| M. Leroux est très énervé envers Angelo, ce dernier découvre que c'est parce que son père et lui étaient de bons amis. Mais un jour le père d'Angelo a fait une farce à M. Leroux publiquement, alors que cette farce était destinée à leur professeur. Le trio arrive à les remettre ensemble, mais Angelo voit tout le temps son professeur. Même si être le fils de l'ami de son professeur est génial, il va devoir refaire la farce à son père et faire porter le chapeau à M. Leroux. |                                    |                    |
| 44 | Dark Angelo                        |                    |
| Gladys a besoin de l'aide d'Angelo et Victor pour savoir pourquoi elle est collée, ces derniers décident d'enfiler leur costume pour être : Dark Angelo (Angelo) et Professeur Vertigo (Victor). Dark Angelo libère Gladys et la conduit à sa base, il demande des indices à Gladys. Le duo va devoir faire face à un ennemi de longue date : Le Pingouin (M. Leroux). |                                    |                    |
| 45 | La famille s'amuse                 |                    |
| Dans l'émission La famille s'amuse, Angelo et son père vont faire face à Gladys et M. Leroux, l'objectif est de savoir tout sur un membre de sa famille. L'équipe qui gagne peut aller à Hawaï. |                                    |                    |
| 46 | Un suspect idéal                   |                    |
| Angelo est accusé d'avoir mis la voiture de M. Leroux sur le toit du collège, dans une salle Damien Brosse dessine les indications du témoin : Gilbert. Bien sûr que le coupable est Angelo, mais en attendant le portrait-robot de Damien Brosse. Angelo va inventer une histoire racontant le crime, en se servant des objets de la classe. |                                    |                    |
| 47 | Haut vol (épisode spécial)         |                    |
| — |                                    |                    |
| 48 | Le roi du skateboard               |                    |
| Sur un jeu d'Oli Van Dunk, Angelo réussit une figure de hacker. Lors d'un concours pour intégrer l'équipe de skate d'Oli, Angelo reproduit la figure. Elle est illégale et seul Victor intègre l'équipe, puis il se fait ridiculiser et il ne fait plus de skate. Lola l'aide avec la compagnie du hacker : Gilbert ; pour le prochain tournoi de skate. |                                    |                    |
| 49 | Le jour de Pierre                  |                    |
| — |                                    |                    |

### Saison 4 (2017-2018)
| #  | Titre de l'épisode                                   | Première diffusion |
| -- | ---------------------------------------------------- | ------------------ |
| 1  | Stupide téléphone                                    |                    |
| —  |                                                      |                    |
| 2  | Record à battre                                      |                    |
| —  |                                                      |                    |
| 3  | Mon père ce rockeur                                  |                    |
| —  |                                                      |                    |
| 4  | Conseil d'école                                      |                    |
| —  |                                                      |                    |
| 5  | Pyjama partie                                        |                    |
| —  |                                                      |                    |
| 6  | Mon papa cascadeur                                   |                    |
| —  |                                                      |                    |
| 7  | Mon papa cascadeur                                   |                    |
| —  |                                                      |                    |
| 8  | Mon papa cascadeur                                   |                    |
| —  |                                                      |                    |
| 9  | L'équilibre de l'univers                             |                    |
| —  |                                                      |                    |
| 10 | Chat-pardeur                                         |                    |
| —  |                                                      |                    |
| 11 | L'expérience interdite                               |                    |
| —  |                                                      |                    |
| 12 | Emplâtré                                             |                    |
| —  |                                                      |                    |
| 13 | Chacun cherche son chat                              |                    |
| —  |                                                      |                    |
| 14 | Le correspondant                                     |                    |
| —  |                                                      |                    |
| 15 | Le correspondant                                     |                    |
| —  |                                                      |                    |
| 16 | Le stage de rêve                                     |                    |
| —  |                                                      |                    |
| 17 | Drôles de têtes                                      |                    |
| —  |                                                      |                    |
| 18 | La recette secrète                                   |                    |
| —  |                                                      |                    |
| 19 | Angelo vs. l'interro                                 |                    |
| —  |                                                      |                    |
| 20 | Et maintenant ?                                      |                    |
| —  |                                                      |                    |
| 21 | Privés de sortie                                     |                    |
| —  |                                                      |                    |
| 22 | Les pigeons                                          |                    |
| —  |                                                      |                    |
| 23 | La guerre des cupcakes                               |                    |
| —  |                                                      |                    |
| 24 | La meilleure sœur                                    |                    |
| —  |                                                      |                    |
| 25 | L'exposé                                             |                    |
| —  |                                                      |                    |
| 26 | Photobombe                                           |                    |
| —  |                                                      |                    |
| 27 | Sport annulé                                         |                    |
| —  |                                                      |                    |
| 28 | Van Dunk et son mojo                                 |                    |
| —  |                                                      |                    |
| 29 | La palissade                                         |                    |
| —  |                                                      |                    |
| 30 | Le monde selon Angelo                                |                    |
| —  |                                                      |                    |
| 31 | Le professionnel                                     |                    |
| —  |                                                      |                    |
| 32 | Le neveu de Gilbert                                  |                    |
| —  |                                                      |                    |
| 33 | Karaté Kid                                           |                    |
| —  |                                                      |                    |
| 34 | Ma journée idéale                                    |                    |
| —  |                                                      |                    |
| 35 | Sécurité maximale                                    |                    |
| —  |                                                      |                    |
| 36 | Pow !                                                |                    |
| —  |                                                      |                    |
| 37 | Allô Angelo                                          |                    |
| —  |                                                      |                    |
| 38 | Electra                                              |                    |
| —  |                                                      |                    |
| 39 | Amis pour la vie                                     |                    |
| —  |                                                      |                    |
| 40 | Top tarte                                            |                    |
| —  |                                                      |                    |
| 41 | Qui sera le favori ?                                 |                    |
| —  |                                                      |                    |
| 42 | Parent de l'année                                    |                    |
| —  |                                                      |                    |
| 43 | La fosse aux serpents                                |                    |
| —  |                                                      |                    |
| 44 | Professeur Angelo                                    |                    |
| —  |                                                      |                    |
| 45 | Notre avenir                                         |                    |
| —  |                                                      |                    |
| 46 | Fausse rumeur                                        |                    |
| —  |                                                      |                    |
| 47 | Les remplaçants                                      |                    |
| —  |                                                      |                    |
| 48 | Le monstre derrière la porte                         |                    |
| —  |                                                      |                    |
| 49 | En mode jeu vidéo                                    |                    |
| —  |                                                      |                    |
| 50 | Pierre président (épisode spécial)                   |                    |
| —  |                                                      |                    |
| 51 | Dark Angelo 2 : La guerre Wiznimal (épisode spécial) |                    |
| —  |                                                      |                    |
| 52 | L'infiltré                                           |                    |
| —  |                                                      |                    |

### Saison 5 (2022)
| #  | Titre de l'épisode                               | Première diffusion |
| -- | ------------------------------------------------ | ------------------ |
| 1  | École à domicile                                 |                    |
| —  |                                                  |                    |
| 2  | Aventures en série                               |                    |
| —  |                                                  |                    |
| 3  | Justice pour Gilbert                             |                    |
| —  |                                                  |                    |
| 4  | Les coachs                                       |                    |
| —  |                                                  |                    |
| 5  | Dans la zone                                     |                    |
| —  |                                                  |                    |
| 6  | Le mystérieux journal                            |                    |
| —  |                                                  |                    |
| 7  | Testeur d'expériences                            |                    |
| —  |                                                  |                    |
| 8  | Soirée baby-sitting                              |                    |
| —  |                                                  |                    |
| 9  | L'affaire du vélo disparu                        |                    |
| —  |                                                  |                    |
| 10 | Casseurs de superstitions                        |                    |
| —  |                                                  |                    |
| 11 | Les tri-athlètes                                 |                    |
| —  |                                                  |                    |
| 12 | Poète par accident                               |                    |
| —  |                                                  |                    |
| 13 | L'as du parkour                                  |                    |
| —  |                                                  |                    |
| 14 | Game over                                        |                    |
| —  |                                                  |                    |
| 15 | Les balles anti stress                           |                    |
| —  |                                                  |                    |
| 16 | Compétition à la plage                           |                    |
| —  |                                                  |                    |
| 17 | Double gelo                                      |                    |
| —  |                                                  |                    |
| 18 | Plan D                                           |                    |
| —  |                                                  |                    |
| 19 | Il lui faut !                                    |                    |
| —  |                                                  |                    |
| 20 | Le skatepark de légende                          |                    |
| —  |                                                  |                    |
| 21 | La photo de la honte                             |                    |
| —  |                                                  |                    |
| 22 | Livraison express                                |                    |
| —  |                                                  |                    |
| 23 | C'est pas moi !                                  |                    |
| —  |                                                  |                    |
| 24 | Livraison express d'animal                       |                    |
| —  |                                                  |                    |
| 25 | Proviseur d'un jour                              |                    |
| —  |                                                  |                    |
| 26 | Les mystères du retourneur de cerveau            |                    |
| —  |                                                  |                    |
| 27 | Les dossiers d'Angelo                            |                    |
| —  |                                                  |                    |
| 28 | La ruée vers l'or                                |                    |
| —  |                                                  |                    |
| 29 | Un foyer pour toujours                           |                    |
| —  |                                                  |                    |
| 30 | Coach karaoké                                    |                    |
| —  |                                                  |                    |
| 31 | La soirée match                                  |                    |
| —  |                                                  |                    |
| 32 | La guerre des drones                             |                    |
| —  |                                                  |                    |
| 33 | La soirée match                                  |                    |
| —  |                                                  |                    |
| 34 | La guerre des drones                             |                    |
| —  |                                                  |                    |
| 35 | Les vacances sans fin                            |                    |
| —  |                                                  |                    |
| 36 | Obéis                                            |                    |
| —  |                                                  |                    |
| 37 | Sauvons la planète                               |                    |
| —  |                                                  |                    |
| 38 | La guerre des stands                             |                    |
| —  |                                                  |                    |
| 39 | Le roi du kung-fu                                |                    |
| —  |                                                  |                    |
| 40 | Angelo contre le conseil municipal               |                    |
| —  |                                                  |                    |
| 41 | En attendant les lasagnes                        |                    |
| —  |                                                  |                    |
| 42 | Jordan la débrouille                             |                    |
| —  |                                                  |                    |
| 43 | La dernière semaine en folie                     |                    |
| —  |                                                  |                    |
| 44 | Mission garderie                                 |                    |
| —  |                                                  |                    |
| 45 | Dark Angelo 3 : l'aube de l'injustice (partie 1) |                    |
| —  |                                                  |                    |
| 46 | Dark Angelo 3 : l'aube de l'injustice (partie 2) |                    |
| —  |                                                  |                    |